# Ligue des champions masculine de l'EHF 2010-2011
Navigation
Ligue des champions 2009-2010 Ligue des champions 2011-2012
La saison 2010-2011 de la Ligue des champions masculine de l'EHF met 36 équipes européennes aux prises. Il s'agit de la 51e édition de la Ligue des champions masculine de l'EHF, anciennement Coupe d'Europe des clubs champions, organisée par la Fédération européenne de handball (EHF). Le Final Four 2010-2011 a eu lieu au Lanxess Arena de Cologne les 28 et 29 mai 2011, et ce pour la deuxième année consécutive, et a vu le FC Barcelone remporter son huitième titre aux dépens du BM Ciudad Real et succède ainsi au THW Kiel.

## Présentation

### Formule
Trois équipes issues de deux groupes de qualifications et d'un groupe de Wild-Cards (invitation) rejoignent les 21 équipes de la phase de groupe.
Les 24 équipes sont réparties dans quatre groupes de six, où elles disputent un championnat comportant 10 journées.
Les quatre premiers de chaque groupe sont qualifiés pour des huitièmes de finale en matchs aller et retour, dont les vainqueurs s'affrontent en quarts de finale, également en aller-retour.
La compétition se termine par une finale à 4 (Final Four) en matchs secs sur un même week-end les 28 et 29 mai 2011 à la Lanxess Arena de Cologne : les deux vainqueurs de chacune des deux demi-finales s'affrontent en finale pour désigner le vainqueur de la Ligue des champions 2010-2011 tandis que les deux perdants se retrouvent dans un match pour la troisième place.

### Participants
Un total de 33 équipes provenant de 21 fédérations membres de l'EHF participent à la Ligue des champions 2010‑2011, en lien avec le coefficient EHF 2009 basé sur les résultats des fédérations entre la saison 2006-2007 et la saison 2008-2009 :
- 21 équipes sont directement qualifiées pour la phase de groupes ;
- 12 équipes doivent passer par l'un des 2 tournois de qualifications (2 places pour la phase de groupes)
- 4 équipes parmi les meilleurs championnat sont retenus pour participer à un Tournoi Wild-Card (1 place pour la phase de groupes) ;
- 6 équipes ont renoncé à leur place qualificative.

| Rang                   | Championnat        | Évolution       | Points | Places | Club(s)                                         | Statut                                                 |
| ---------------------- | ------------------ | --------------- | ------ | ------ | ----------------------------------------------- | ------------------------------------------------------ |
| 1                      | Allemagne          | en stagnation   | 151,22 | 3      | THW Kiel HSV Hambourg SG Flensburg-Handewitt    | Phase de groupes · Phase de groupes · Phase de groupes |
| 1                      | Allemagne          | en stagnation   | 151,22 | WC     | Rhein-Neckar Löwen                              | Tournoi Wild-card                                      |
| 2                      | Espagne            | en stagnation   | 131,89 | 3      | BM Ciudad Real FC Barcelone BM Valladolid       | Phase de groupes · Phase de groupes · Phase de groupes |
| 2                      | Espagne            | en stagnation   | 131,89 | WC     | Ademar León                                     | Tournoi Wild-card                                      |
| 3                      | Danemark           | en stagnation   | 68,11  | 2      | Aalborg Håndbold Kolding IF Håndbold            | Phase de groupes · Phase de groupes                    |
| 3                      | Danemark           | en stagnation   | 68,11  | WC     | Bjerringbro-Silkeborg                           | Tournoi Wild-card                                      |
| 4                      | Hongrie            | en stagnation   | 67,33  | 2      | Veszprém KSE SC Pick Szeged                     | Phase de groupes · Phase de groupes                    |
| 5                      | France             | en stagnation   | 52,56  | 2      | Montpellier Agglomération HB Chambéry Savoie HB | Phase de groupes · Phase de groupes                    |
| 6                      | Russie             | en stagnation   | 51,18  | 2      | Medvedi Tchekhov Saint-Pétersbourg HC           | Phase de groupes · Phase de groupes                    |
| 7                      | Slovénie           | en stagnation   | 50,78  | 1      | RK Celje                                        | Phase de groupes                                       |
| 7                      | Slovénie           | en stagnation   | 50,78  | WC     | Gorenje Velenje                                 | Tournoi Wild-card                                      |
| 8                      | Suisse             | en stagnation   | 50,33  | 1      | Kadetten Schaffhouse                            | Phase de groupes                                       |
| 9                      | Roumanie           | en stagnation   | 40,75  | 1      | HCM Constanța                                   | Phase de groupes                                       |
| 10                     | Croatie            | en stagnation   | 37,08  | 1      | RK Zagreb                                       | Phase de groupes                                       |
| 11                     | Bosnie-Herzégovine | en augmentation | 32,00  | 1      | RK Bosna Sarajevo                               | Phase de groupes                                       |
| 12                     | Ukraine            | en diminution   | 31,25  | 1      | ZTR Zaporijjia                                  | Tournoi de qualification                               |
| 13                     | Macédoine          | en augmentation | 26,08  | 1      | Metalurg Skopje                                 | Tournoi de qualification                               |
| 14                     | Pologne            | en diminution   | 25,17  | 1      | KS Kielce                                       | Phase de groupes                                       |
| 15                     | Suède              | en diminution   | 24,25  | 1      | IK Sävehof                                      | Phase de groupes                                       |
| 16                     | Norvège            | en stagnation   | 23,08  | 1      | Drammen HK                                      | Tournoi de qualification                               |
| 17                     | Autriche           | en augmentation | 22,58  | 1      | A1 Bregenz                                      | Tournoi de qualification                               |
| 18                     | Portugal           | en diminution   | 20,08  | 1      | FC Porto                                        | Tournoi de qualification                               |
| 19                     | Islande            | en augmentation | 18,67  | 1 0    | Haukar Hafnarfjörður                            | Non participant                                        |
| 20                     | Slovaquie          | en diminution   | 18,08  | 1      | HT Tatran Prešov                                | Tournoi de qualification                               |
| 21                     | Serbie             | en stagnation   | 17,91  | 1 0    | Partizan Belgrade                               | Non participant                                        |
| 22                     | Grèce              | en augmentation | 15,75  | 1 0    | PAOK Salonique                                  | Non participant                                        |
| 23                     | Turquie            | en diminution   | 15,58  | 1      | Beşiktaş JK                                     | Tournoi de qualification                               |
| 24                     | Monténégro         | en augmentation | 15,14  | 1 0    | RK Budućnost Podgorica                          | Non participant                                        |
| 25                     | Biélorussie        | en stagnation   | 14,25  | 1      | HC Dinamo Minsk                                 | Tournoi de qualification                               |
| 26                     | Italie             | en diminution   | 13,67  | 1 0    | Handball Casarano                               | Non participant                                        |
| 27                     | Estonie            | en diminution   | 13,27  | 1 0    | HC Kehra                                        | Non participant                                        |
| 28 à 50 : aucune place |                    |                 |        |        |                                                 |                                                        |

## Phase de qualification
|  | Qualifié pour la phase de groupe de la Ligue des champions |

### Groupe Wild Card
Le groupe W, ou groupe Wild Card est organisé du 3 au 5 septembre 2010 par le Rhein-Neckar Löwen. Il oppose quatre clubs européens : le Ademar León, troisième du dernier Championnat d'Espagne, le Gorenje Velenje, deuxième du dernier Championnat de Slovénie, le Bjerringbro-Silkeborg, deuxième du championnat de Danemark , et le Rhein-Neckar Löwen, quatrième du dernier championnat d'Allemagne.
|   | Équipe                | Pts | J | G | N | P | Bp | Bc | Diff |
| - | --------------------- | --- | - | - | - | - | -- | -- | ---- |
| 1 | Rhein-Neckar Löwen    | 6   | 3 | 3 | 0 | 0 | 97 | 80 | 17   |
| 2 | Bjerringbro-Silkeborg | 4   | 3 | 2 | 0 | 1 | 84 | 85 | -1   |
| 3 | Ademar León           | 2   | 3 | 1 | 0 | 2 | 79 | 81 | -2   |
| 4 | Gorenje Velenje       | 0   | 3 | 0 | 0 | 3 | 77 | 91 | -14  |

| Date        | Équipe 1              | Score | Équipe 2              |
| ----------- | --------------------- | ----- | --------------------- |
| 3 septembre | Ademar León           | 26-27 | Bjerringbro-Silkeborg |
| 3 septembre | Rhein-Neckar Löwen    | 33-28 | Gorenje Velenje       |
| 4 septembre | Gorenje Velenje       | 21-27 | Ademar León           |
| 4 septembre | Bjerringbro-Silkeborg | 26-31 | Rhein-Neckar Löwen    |
| 5 septembre | Bjerringbro-Silkeborg | 31-28 | Gorenje Velenje       |
| 5 septembre | Ademar León           | 26-33 | Rhein-Neckar Löwen    |

### Groupes de qualification
Dans ces groupes de qualifications, huit équipes championnes de leurs pays respectifs sont réparties en deux groupes de quatre et tentent de gagner l'une des deux places qualificatives mises en jeu.
Contrairement à la phase de groupe où les équipes jouent deux fois l'une contre l'autre, les équipes engagées jouent juste une fois l'une contre l'autre dans la ville d'un des clubs de ce même groupe.
Groupe 1
|   | Équipe           | Pts | J | G | N | P | Bp | Bc | Diff |
| - | ---------------- | --- | - | - | - | - | -- | -- | ---- |
| 1 | HT Tatran Prešov | 5   | 3 | 2 | 1 | 0 | 92 | 87 | 5    |
| 2 | A1 Bregenz       | 4   | 3 | 2 | 0 | 1 | 90 | 85 | 5    |
| 3 | Beşiktaş JK      | 2   | 3 | 1 | 0 | 2 | 85 | 91 | -6   |
| 4 | Drammen HK       | 1   | 3 | 0 | 1 | 2 | 94 | 98 | -4   |

| Date        | Équipe 1         | Score | Équipe 2         |
| ----------- | ---------------- | ----- | ---------------- |
| 3 septembre | Drammen HK       | 29-30 | Beşiktaş JK      |
| 3 septembre | HT Tatran Prešov | 27-25 | A1 Bregenz       |
| 4 septembre | Beşiktaş JK      | 27-30 | HT Tatran Prešov |
| 4 septembre | A1 Bregenz       | 33-30 | Drammen HK       |
| 5 septembre | HT Tatran Prešov | 35-35 | Drammen HK       |
| 5 septembre | A1 Bregenz       | 32-28 | Beşiktaş JK      |

Groupe 2
|   | Équipe             | Pts | J | G | N | P | Bp | Bc | Diff |
| - | ------------------ | --- | - | - | - | - | -- | -- | ---- |
| 1 | HC Dinamo Minsk    | 5   | 3 | 2 | 1 | 0 | 79 | 72 | 7    |
| 2 | FC Porto           | 4   | 3 | 1 | 2 | 0 | 74 | 67 | 7    |
| 3 | ZTR Zaporijjia     | 2   | 3 | 1 | 0 | 2 | 73 | 79 | -6   |
| 4 | RK Metalurg Skopje | 1   | 3 | 0 | 1 | 2 | 68 | 76 | -8   |

| Date        | Équipe 1           | Score | Équipe 2           |
| ----------- | ------------------ | ----- | ------------------ |
| 3 septembre | ZTR Zaporijjia     | 20-27 | FC Porto           |
| 3 septembre | RK Metalurg Skopje | 21-27 | HC Dinamo Minsk    |
| 4 septembre | FC Porto           | 24-24 | RK Metalurg Skopje |
| 4 septembre | HC Dinamo Minsk    | 29-28 | ZTR Zaporijjia     |
| 5 septembre | RK Metalurg Skopje | 23-25 | ZTR Zaporijjia     |
| 5 septembre | HC Dinamo Minsk    | 23-23 | FC Porto           |

## Phase de groupes

### Composition des chapeaux
Le tirage au sort a eu lieu le 22 juin 2010 à Vienne, en Autriche :
| Chapeau 1        | Chapeau 2        | Chapeau 3            | Chapeau 4              | Chapeau 5            | Chapeau 6        |
| ---------------- | ---------------- | -------------------- | ---------------------- | -------------------- | ---------------- |
| THW Kiel         | RK Celje         | FC Barcelone         | Chambéry Savoie HB     | Rhein-Neckar Löwen   | KS Kielce        |
| Veszprém KSE     | Montpellier AHB  | HSV Hambourg         | Kolding IF Håndbold    | IK Sävehof           | HT Tatran Prešov |
| Medvedi Tchekhov | Aalborg Håndbold | SC Pick Szeged       | BM Valladolid          | Kadetten Schaffhouse | HC Dinamo Minsk  |
| BM Ciudad Real   | RK Zagreb        | Saint-Pétersbourg HC | SG Flensburg-Handewitt | RK Bosna Sarajevo    | HCM Constanța    |

### Légende
| Légende pour le classement - Qualifié pour les huitièmes de finale - Éliminé de la compétition | Légende pour les scores - Équipe à domicile victorieuse - Match nul - Équipe à l'extérieur victorieuse |

### Groupe A
|   | Équipe             | Pts | J  | G | N | P | Bp  | Bc  | Diff |  | Résultats (dom.\ext.) |       |       |       |       |       |       |
| - | ------------------ | --- | -- | - | - | - | --- | --- | ---- |  | --------------------- | ----- | ----- | ----- | ----- | ----- | ----- |
| 1 | THW Kiel           | 16  | 10 | 7 | 2 | 1 | 326 | 277 | 49   |  | THW Kiel              |       | 28-28 | 30-27 | 35-23 | 43-27 | 33-29 |
| 2 | FC Barcelone       | 13  | 10 | 5 | 3 | 2 | 327 | 290 | 37   |  | FC Barcelone          | 32-29 |       | 30-31 | 38-23 | 44-33 | 28-28 |
| 3 | Rhein-Neckar Löwen | 13  | 10 | 5 | 3 | 2 | 307 | 292 | 15   |  | Rhein-Neckar Löwen    | 30-30 | 38-38 |       | 37-22 | 33-32 | 29-27 |
| 4 | Chambéry Savoie HB | 8   | 10 | 4 | 0 | 6 | 262 | 307 | -45  |  | Chambéry Savoie HB    | 26-28 | 27-26 | 32-27 |       | 30-24 | 27-26 |
| 5 | RK Celje           | 6   | 10 | 3 | 0 | 7 | 300 | 332 | -32  |  | RK Celje              | 28-34 | 27-30 | 28-32 | 35-27 |       | 30-29 |
| 6 | KS Kielce          | 4   | 10 | 1 | 2 | 7 | 276 | 300 | -24  |  | KS Kielce             | 27-36 | 26-33 | 23-23 | 31-25 | 30-36 |       |

### Groupe B
|   | Équipe              | Pts | J  | G | N | P | Bp  | Bc  | Diff |  | Résultats (dom.\ext.) |       |       |       |       |       |       |
| - | ------------------- | --- | -- | - | - | - | --- | --- | ---- |  | --------------------- | ----- | ----- | ----- | ----- | ----- | ----- |
| 1 | Montpellier AHB     | 16  | 10 | 8 | 0 | 2 | 326 | 259 | 67   |  | Montpellier AHB       |       | 30-24 | 26-30 | 40-25 | 33-21 | 40-25 |
| 2 | Veszprém KSE        | 16  | 10 | 8 | 0 | 2 | 322 | 284 | 38   |  | Veszprém KSE          | 27-26 |       | 33-30 | 31-28 | 38-34 | 33-22 |
| 3 | HSV Hambourg        | 13  | 10 | 6 | 1 | 3 | 304 | 273 | 31   |  | HSV Hambourg          | 27-28 | 27-26 |       | 32-24 | 33-24 | 35-23 |
| 4 | Kolding IF Håndbold | 10  | 10 | 5 | 0 | 5 | 296 | 316 | -20  |  | Kolding IF Håndbold   | 28-36 | 29-34 | 32-30 |       | 33-27 | 28-27 |
| 5 | IK Sävehof          | 3   | 10 | 1 | 1 | 8 | 283 | 347 | -64  |  | IK Sävehof            | 21-34 | 31-41 | 31-34 | 30-38 |       | 33-32 |
| 6 | HT Tatran Prešov    | 2   | 10 | 0 | 2 | 8 | 273 | 325 | -52  |  | HT Tatran Prešov      | 31-33 | 27-35 | 26-26 | 29-31 | 31-31 |       |

### Groupe C
|   | Équipe               | Pts | J  | G | N | P | Bp  | Bc  | Diff |  | Résultats (dom.\ext.) |       |       |       |       |       |       |
| - | -------------------- | --- | -- | - | - | - | --- | --- | ---- |  | --------------------- | ----- | ----- | ----- | ----- | ----- | ----- |
| 1 | Medvedi Tchekhov     | 14  | 10 | 6 | 2 | 2 | 345 | 282 | 63   |  | Medvedi Tchekhov      |       | 29-27 | 25-26 | 38-35 | 28-28 | 39-29 |
| 2 | BM Valladolid        | 13  | 10 | 5 | 3 | 2 | 300 | 284 | 16   |  | BM Valladolid         | 26-26 |       | 26-23 | 35-26 | 27-27 | 33-33 |
| 3 | SC Pick Szeged       | 10  | 10 | 5 | 0 | 5 | 290 | 291 | -1   |  | SC Pick Szeged        | 22-29 | 30-25 |       | 29-26 | 37-34 | 37-28 |
| 4 | Kadetten Schaffhouse | 9   | 10 | 4 | 1 | 5 | 304 | 315 | -11  |  | Kadetten Schaffhouse  | 32-29 | 28-30 | 31-27 |       | 30-35 | 34-31 |
| 5 | HC Dinamo Minsk      | 8   | 10 | 3 | 2 | 5 | 307 | 316 | -9   |  | HC Dinamo Minsk       | 27-34 | 30-35 | 33-29 | 31-32 |       | 33-31 |
| 6 | Aalborg Håndbold     | 6   | 10 | 2 | 2 | 6 | 311 | 339 | -28  |  | Aalborg Håndbold      | 30-38 | 32-36 | 34-30 | 30-30 | 33-29 |       |

### Groupe D
|   | Équipe                 | Pts | J  | G | N | P | Bp  | Bc  | Diff |  | Résultats (dom.\ext.)  |       |       |       |       |       |       |
| - | ---------------------- | --- | -- | - | - | - | --- | --- | ---- |  | ---------------------- | ----- | ----- | ----- | ----- | ----- | ----- |
| 1 | BM Ciudad Real         | 17  | 10 | 8 | 1 | 1 | 303 | 236 | 67   |  | BM Ciudad Real         |       | 27-19 | 30-20 | 32-17 | 34-28 | 32-27 |
| 2 | SG Flensburg-Handewitt | 16  | 10 | 8 | 0 | 2 | 288 | 249 | 39   |  | SG Flensburg-Handewitt | 25-23 |       | 32-29 | 25-18 | 29-22 | 34-32 |
| 3 | RK Zagreb              | 14  | 10 | 6 | 2 | 2 | 303 | 261 | 42   |  | RK Zagreb              | 30-30 | 31-26 |       | 34-15 | 34-30 | 31-21 |
| 4 | RK Bosna Sarajevo      | 5   | 10 | 2 | 1 | 7 | 222 | 286 | -64  |  | RK Bosna Sarajevo      | 22-29 | 23-35 | 26-26 |       | 24-23 | 25-24 |
| 5 | HCM Constanța          | 4   | 10 | 2 | 0 | 8 | 261 | 302 | -41  |  | HCM Constanța          | 25-34 | 29-32 | 23-33 | 26-25 |       | 29-28 |
| 6 | Saint-Pétersbourg HC   | 4   | 10 | 2 | 0 | 8 | 259 | 302 | -43  |  | Saint-Pétersbourg HC   | 23-32 | 25-31 | 28-35 | 32-27 | 29-26 |       |

## Phase finale
| \| Kiel Montpellier Tchekhov Ciudad Real Barcelone Valladolid Veszprém Flensburg Rhein-Neckar Hambourg Szeged Zagreb Chambéry Kolding Schaffhouse Sarajevo \| Localisation des équipes en phase finale. |
| Kiel Montpellier Tchekhov Ciudad Real Barcelone Valladolid Veszprém Flensburg Rhein-Neckar Hambourg Szeged Zagreb Chambéry Kolding Schaffhouse Sarajevo                                                 |

### Qualification et tirage au sort
Les quatre premiers, les quatre deuxièmes, les quatre troisièmes ainsi que les quatre quatrièmes de chaque groupe participent à la phase finale, qui débute par les huitièmes de finale. Les équipes se trouvant dans le Chapeau 1 tomberont face aux équipes du Chapeau 4 et les équipes se trouvant dans le Chapeau 2 tomberont face aux équipes du Chapeau 3. À noter que les équipes se trouvant dans les Chapeaux 2 et 4 reçoivent pour le match aller.

### Huitièmes de finale

#### Composition des chapeaux
Les chapeaux sont réalisés simplement en prenant le classement des seize équipes dans leur groupe respectif.
Le tirage au sort a lieu le 25 février 2014 à Vienne, en Autriche.
| Chapeau 1        | Chapeau 2              | Chapeau 3          | Chapeau 4           |
| ---------------- | ---------------------- | ------------------ | ------------------- |
| THW Kiel         | FC Barcelone           | Rhein-Neckar Löwen | Chambéry Savoie HB  |
| Montpellier AHB  | Veszprém KSE           | HSV Hambourg       | Kolding IF Håndbold |
| Medvedi Tchekhov | BM Valladolid          | SC Pick Szeged     | Schaffhouse         |
| BM Ciudad Real   | SG Flensburg-Handewitt | RK Zagreb          | RK Bosna Sarajevo   |

#### Résultats
|           | Équipe 1             | Équipe 2               | Aller        | Retour       | Total   |
| --------- | -------------------- | ---------------------- | ------------ | ------------ | ------- |
| Tableau A | Kadetten Schaffhouse | Montpellier AHB        | 24 mars 2011 | 3 avril 2011 | 58 – 61 |
| Tableau A | Kadetten Schaffhouse | Montpellier AHB        | 31 – 26      | 27 – 35      | 58 – 61 |
| Tableau A | Kolding IF Håndbold  | THW Kiel               | 26 mars 2011 | 2 avril 2011 | 53 – 72 |
| Tableau A | Kolding IF Håndbold  | THW Kiel               | 26 – 36      | 24 – 36      | 53 – 72 |
| Tableau A | Chambéry Savoie HB   | BM Ciudad Real         | 27 mars 2011 | 2 avril 2011 | 43 - 63 |
| Tableau A | Chambéry Savoie HB   | BM Ciudad Real         | 24 – 27      | 19 - 36      | 43 - 63 |
| Tableau A | RK Bosna Sarajevo    | Medvedi Tchekhov       | 27 mars 2011 | 31 mars 2011 | 39 – 61 |
| Tableau A | RK Bosna Sarajevo    | Medvedi Tchekhov       | 22 - 31      | 17 – 30      | 39 – 61 |
| Tableau B | SC Pick Szeged       | SG Flensburg-Handewitt | 26 mars 2011 | 4 avril 2011 | 46 – 60 |
| Tableau B | SC Pick Szeged       | SG Flensburg-Handewitt | 26 – 27      | 20– 33       | 46 – 60 |
| Tableau B | FC Barcelone         | Veszprém KSE           | 27 mars 2011 | 2 avril 2011 | 54 - 51 |
| Tableau B | FC Barcelone         | Veszprém KSE           | 28 – 21      | 26 – 30      | 54 - 51 |
| Tableau B | RK Zagreb            | Rhein-Neckar Löwen     | 27 mars 2011 | 31 mars 2011 | 55 - 58 |
| Tableau B | RK Zagreb            | Rhein-Neckar Löwen     | 28 – 31      | 27 – 27      | 55 - 58 |
| Tableau B | HSV Hambourg         | BM Valladolid          | 24 mars 2011 | 3 avril 2011 | 63 – 55 |
| Tableau B | HSV Hambourg         | BM Valladolid          | 28 – 22      | 35 – 33      | 63 – 55 |

### Quarts de finale
Le tirage au sort aura lieu le 4 avril 2011 à Vienne.
| Chapeau 1        | Chapeau 2              |
| ---------------- | ---------------------- |
| Montpellier AHB  | SG Flensburg-Handewitt |
| THW Kiel         | FC Barcelone           |
| BM Ciudad Real   | Rhein-Neckar Löwen     |
| Medvedi Tchekhov | HSV Hambourg           |

#### Résultats
| Équipe 1               | Équipe 2         | Aller         | Retour        | Total   |
| ---------------------- | ---------------- | ------------- | ------------- | ------- |
| SG Flensburg-Handewitt | BM Ciudad Real   | 20 avril 2014 | 26 avril 2014 | 46 – 59 |
| SG Flensburg-Handewitt | BM Ciudad Real   | 24 - 38       | 22 – 21       | 46 – 59 |
| FC Barcelone           | THW Kiel         | 21 avril 2014 | 26 avril 2014 | 63 – 58 |
| FC Barcelone           | THW Kiel         | 27 – 25       | 36 – 33       | 63 – 58 |
| HSV Hambourg           | Medvedi Tchekhov | 19 avril 2014 | 27 avril 2014 | 75 - 61 |
| HSV Hambourg           | Medvedi Tchekhov | 38 – 24       | 37 – 37       | 75 - 61 |
| Rhein-Neckar Löwen     | Montpellier AHB  | 19 avril 2014 | 26 avril 2014 | 62 – 55 |
| Rhein-Neckar Löwen     | Montpellier AHB  | 27 – 29       | 35 – 26       | 62 – 55 |

### Final Four
Le Final Four a lieu à la Lanxess Arena de Cologne en Allemagne les 28 et 29 mai 2011. À l'issue des deux demi-finales, un match pour la troisième place oppose les deux perdants et les vainqueurs s'affrontent en finale pour succéder au THW Kiel, vainqueur de la compétition la saison précédente.
|  | Demi-finales       | Demi-finales   |                        |    | Finale | Finale |
|  | Demi-finales       | Demi-finales   |                        |    | Finale | Finale |
|  |                    |                |                        |    |        |        |
|  |                    |                |                        |    |        |        |
|  |                    |                |                        |    |        |        |
|  | Rhein-Neckar Löwen | 28             |                        |    |        |        |
|  | Rhein-Neckar Löwen | 28             |                        |    |        |        |
|  | FC Barcelone       | 30             |                        |    |        |        |
|  | FC Barcelone       | 30             | FC Barcelone           | 27 |        |        |
|  |                    |                | FC Barcelone           | 27 |        |        |
|  |                    | BM Ciudad Real | 24                     |    |        |        |
|  | BM Ciudad Real     | BM Ciudad Real | 24                     | 28 |        |        |
|  | BM Ciudad Real     |                |                        | 28 |        |        |
|  | HSV Hambourg       | 23             |                        |    |        |        |
|  | HSV Hambourg       | 23             | Match pour la 3e place |    |        |        |
|  |                    |                |                        |    |        |        |
|  |                    |                |                        |    |        |        |
|  |                    |                |                        |    |        |        |
|  | Rhein-Neckar Löwen | 31             |                        |    |        |        |
|  | Rhein-Neckar Löwen | 31             |                        |    |        |        |
|  | HSV Hambourg       | 33             |                        |    |        |        |
|  | HSV Hambourg       | 33             |                        |    |        |        |

Le tirage au sort a eu lieu le lundi 2 mai 2011 à Cologne.

#### Demi-finales
| 28 mai 2011 15h15 | Rhein-Neckar Löwen | 28 – 30   | FC Barcelone      | Lanxess Arena, Cologne Affluence : 19 250 Arbitrage : Nenad Krstic Peter Ljubic |
| 28 mai 2011 15h15 | Uwe Gensheimer 7   | (12 - 12) | Juanín, Rutenka 5 | Lanxess Arena, Cologne Affluence : 19 250 Arbitrage : Nenad Krstic Peter Ljubic |
| 28 mai 2011 15h15 | ×3 ×4              | Rapport   | ×3 ×4             | Lanxess Arena, Cologne Affluence : 19 250 Arbitrage : Nenad Krstic Peter Ljubic |

- Rhein-Neckar Löwen Szmal, Fritz – Gensheimer (7/2), Bielecki (4), Čupić (4), Stefánsson  (4), Šešum (3), Myrhol   (2), Groetzki (1), Müller (1), Schmid (1), Tkaczyk  (1), Gunnarsson, Lund, Roggisch   , Sigurðsson
- FC Barcelone : Šarić, Pérez de Vargas – García (5), Rutenka (5), Tomás (4), Entrerríos  (3), Oneto   (3), Nagy  (2), Rocas (2/1), Ugalde (2), Sorhaindo (1), Sarmiento (1), Nøddesbo  (1), Igropoulo (1), Jernemyr  , Romero

| 28 mai 2011 18h00 | BM Ciudad Real         | 28 – 23   | HSV Hambourg         | Lanxess Arena, Cologne Affluence : 19 250 Arbitrage : Martin Gjeding Mads Hansen |
| 28 mai 2011 18h00 | Abalo, A. Entrerríos 6 | (12 - 10) | Lindberg, Schröder 5 | Lanxess Arena, Cologne Affluence : 19 250 Arbitrage : Martin Gjeding Mads Hansen |
| 28 mai 2011 18h00 | ×3 ×2                  | Rapport   | ×3                   | Lanxess Arena, Cologne Affluence : 19 250 Arbitrage : Martin Gjeding Mads Hansen |

- BM Ciudad Real : Hombrados, Sterbik – Entrerríos  (6), Abalo   (5), Lazarov (5/3), Källman (4), Cañellas (2), Parrondo  (2), Guardiola (1), Rodríguez (1), Jurkiewicz (1), Morros (1), Aguinagalde , Davis, Dinart, Chevelev
- HSV Hambourg : Bitter, Sandström – Schröder, Lindberg  (5/3), Hens  (4), Duvnjak (2), K. Lijewski (2), Vori   (2), G. Gille (1), Jansen  (1), Lacković (1), Flohr, B. Gille, Kraus, M. Lijewski , Schliedermann

#### Match pour la3eplace
| 29 mai 2011 15h15 | Rhein-Neckar Löwen  | 31 – 33   | HSV Hambourg     | Lanxess Arena, Cologne Affluence : 19 250 Arbitrage : Peter Horvàth Balázs Màrton |
| 29 mai 2011 15h15 | Ólafur Stefánsson 7 | (13 - 15) | Bertrand Gille 5 | Lanxess Arena, Cologne Affluence : 19 250 Arbitrage : Peter Horvàth Balázs Màrton |
| 29 mai 2011 15h15 | ×3 ×4               | Rapport   | ×3               | Lanxess Arena, Cologne Affluence : 19 250 Arbitrage : Peter Horvàth Balázs Màrton |

- Rhein-Neckar Löwen : Fritz, Rominger – Stefánsson (7/3), Myrhol (5), Šešum  (5), Gensheimer  (3/2), Tkaczyk (3), Bielecki  (2), Čupić (2), Sigurðsson  (2), Groetzki (1), Müller (1), Gunnarsson, Lund, Roggisch   , Schmid
- HSV Hambourg : Bitter, Sandström – B. Gille  (6), Schröder  (5), Vori (5), K. Lijewski (4), Hens (3), Jansen   (3), Duvnjak  (2), G. Gille  (2), Kraus (2/2), M. Lijewski (1), Flohr, Lindberg, Schliedermann

#### Finale
| 29 mai 2011 18h00 | FC Barcelone      | 27 – 24   | BM Ciudad Real        | Lanxess Arena, Cologne Affluence : 19 250 Arbitrage : Nordine Lazaar Laurent Reveret |
| 29 mai 2011 18h00 | Jesper Nøddesbo 8 | (14 - 10) | Jurkiewicz, Lazarov 5 | Lanxess Arena, Cologne Affluence : 19 250 Arbitrage : Nordine Lazaar Laurent Reveret |
| 29 mai 2011 18h00 | ×3 ×2             | Rapport   | ×3                    | Lanxess Arena, Cologne Affluence : 19 250 Arbitrage : Nordine Lazaar Laurent Reveret |

- FC Barcelone : Šarić (1), Pérez de Vargas – Nøddesbo (8), García (3), Rutenka (3), Tomás (3), Entrerríos (2), Rocas (2/1), Igropoulo  (1), Nagy  (1), Sarmiento   (1), Sorhaindo  (1), Ugalde  (1), Jernemyr , Oneto, Romero
- BM Ciudad Real : Hombrados, Carreño Rodríguez – Jurkiewicz  (5), Lazarov (5/2), Entrerríos (4), Abalo (3), Cañellas (2), Rodríguez (2), Aguinagalde (1), Källman (1), García Parrondo (1), Davis, Dinart  , Guardiola  , Chevelev, Morros

## Le champion d'Europe

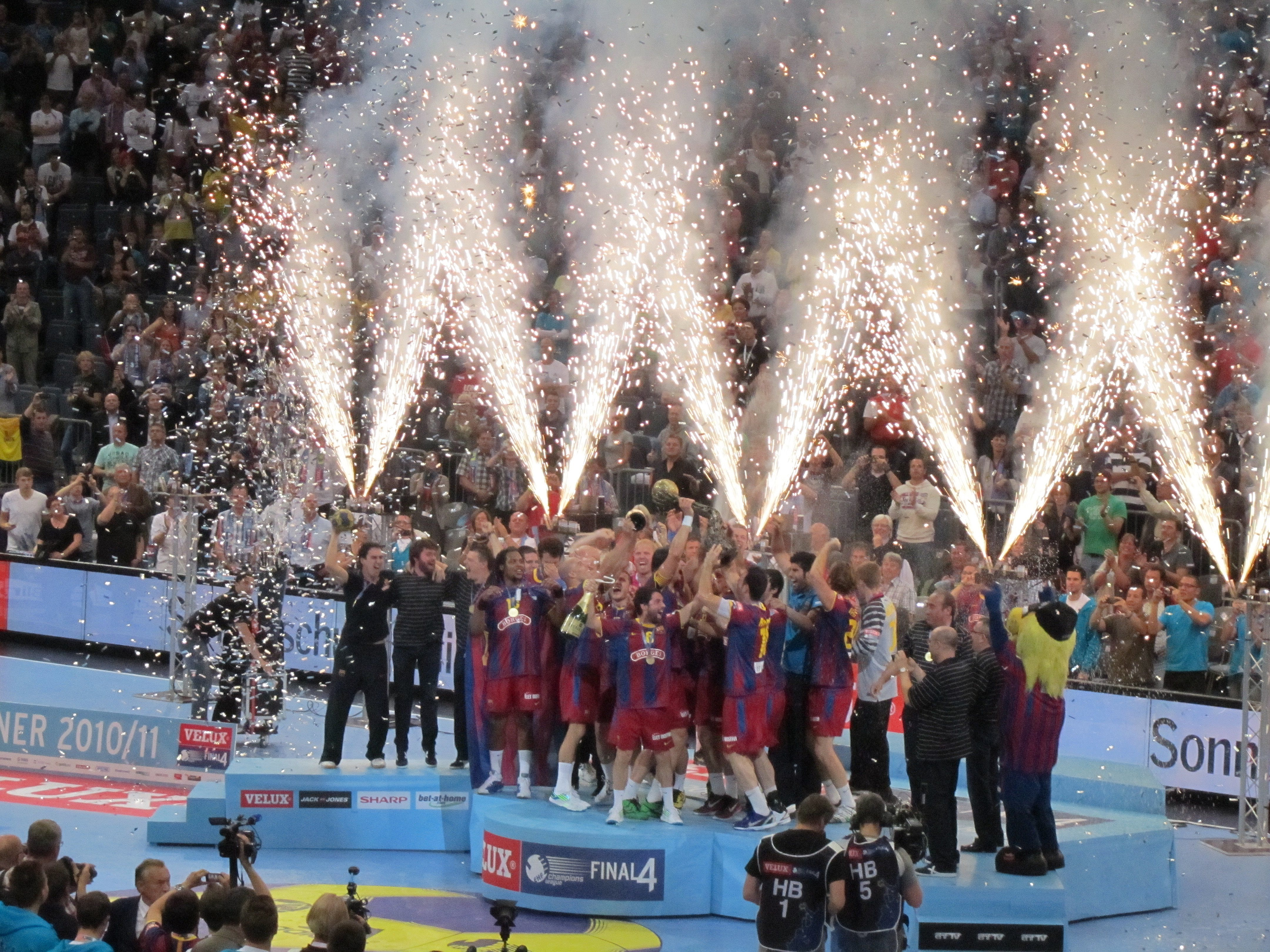
Le FC Barcelone célèbre son 8e titre.

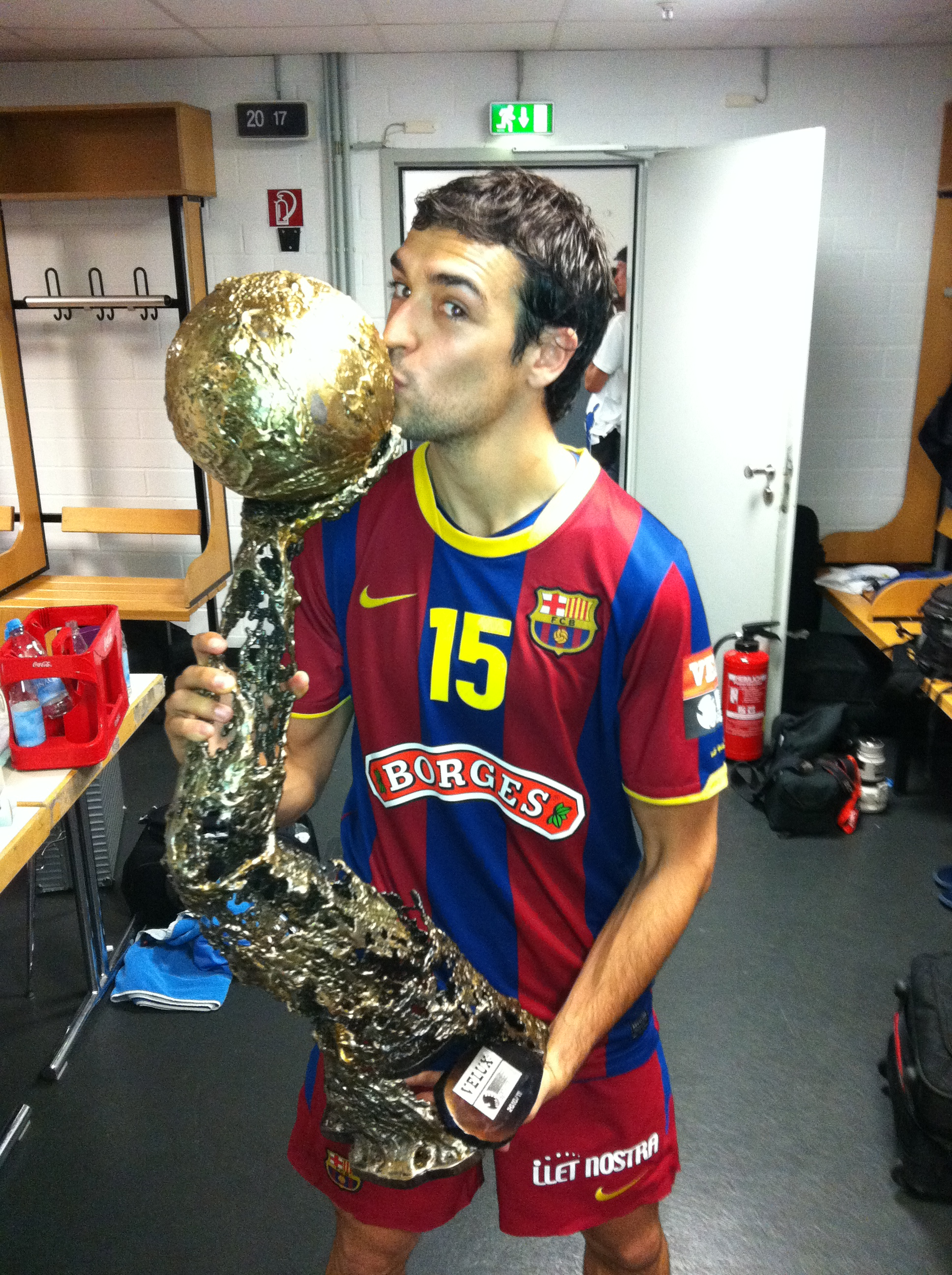
Le Barcelonais Cristian Ugalde embrasse le trophée.

| Champion d'Europe - Ligue des champions 2010-2011 FC Barcelone 8e titre |

L'effectif du FC Barcelone était :
- Gardiens de but
  - Danijel Šarić
  - Gonzalo Pérez de Vargas
  - Johan Sjöstrand
- Arrières
  - László Nagy
  - Iker Romero
  - Siarhei Rutenka
  - Konstantine Igropoulo
  - Carlos Molina
- Demi-centres
  - Álvaro Ruiz (en)
  - Daniel Sarmiento
  - Raúl Entrerríos
- Ailiers
  - Víctor Tomás
  - Juanín García
  - Cristian Ugalde
  - Albert Rocas
  - Joan Saubich
- Pivots
  - Jesper Nøddesbo
  - Marco Oneto
  - Magnus Jernemyr
  - Cédric Sorhaindo
- Entraîneur
  - Xavi Pascual

## Statistiques
| Rang | Joueur                | Club                   | Buts | MJ | Moy. |
| ---- | --------------------- | ---------------------- | ---- | -- | ---- |
| 1    | Uwe Gensheimer        | Rhein-Neckar Löwen     | 118  | 16 | 7,4  |
| 2    | Marko Vujin           | Veszprém KSE           | 98   | 12 | 8,2  |
| 3    | Anders Eggert         | SG Flensburg-Handewitt | 88   | 13 | 6,8  |
| 4    | Filip Jícha           | THW Kiel               | 87   | 14 | 6,2  |
| 5    | William Accambray     | Montpellier AHB        | 75   | 13 | 5,8  |
| 6    | Lars Christiansen     | KIF Kolding            | 74   | 12 | 6,2  |
| 6    | Mait Patrail (en)     | Kadetten Schaffhouse   | 74   | 12 | 6,2  |
| 8    | Kiril Lazarov         | BM Ciudad Real         | 74   | 13 | 5,7  |
| 9    | Vassili Filippov (en) | Medvedi Tchekhov       | 67   | 14 | 4,8  |
| 10   | Pavel Atman (en)      | HC Dinamo Minsk        | 63   | 10 | 6,3  |
| 10   | Jonas Larholm         | Aalborg Håndbold       | 63   | 10 | 6,3  |